# Alix, Alberta
Alix är en ort i Kanada.   Den ligger i provinsen Alberta, i den centrala delen av landet, 2 800 km väster om huvudstaden Ottawa. Alix ligger 793 meter över havet och antalet invånare är 830. Den ligger vid sjön Alix Lake.
Terrängen runt Alix är platt. Runt Alix är det mycket glesbefolkat, med 4 invånare per kvadratkilometer.. Alix är det största samhället i trakten. 
Trakten runt Alix består till största delen av jordbruksmark.